# Парламентарни избори в България (1927)
Парламентарните избори се провеждат на 29 май 1927 г. в Царство България и са за XXII обикновено народно събрание. Спечелени са с мнозинство от коалицията Демократически сговор–Националлиберална партия.

## Резултати

### Гласове
| Демократически сговор                                                                              | 414 591   | 35,9 |
| Демократически сговор-Националлиберална партия                                                     | 108 001   | 9,4  |
| Български земеделски народен съюз                                                                  | 285 758   | 24,8 |
| Български земеделски народен съюз (Томов)-Демократическа партия-Националлиберална партия (Кьорчев) | 179 491   | 15,5 |
| Вътрешна македонска революционна организация                                                       | 37 854    | 3,3  |
| Български земеделски народен съюз (Драгиев)-Радикалдемократическа партия                           | 29 637    | 2,6  |
| Българска работническа партия (комунисти)                                                          | 29 210    | 2,5  |
| Националлиберална партия                                                                           | 18 540    | 1,6  |
| Обединена народно-прогресивна партия                                                               | 17 249    | 1,5  |
| Демократическа партия                                                                              | 12 414    | 1,1  |
| Независими                                                                                         | 21 568    | 1,9  |
| Невалидни/празни бюлетини                                                                          | 28 809    | –    |
| Общо                                                                                               | 1 183 122 | 100  |
| Източник: Nohlen & Stöver                                                                          |           |      |

### Места
| Партия                                                                 | Мандати |
| ---------------------------------------------------------------------- | ------- |
| Демократически сговор-Националлиберална партия                         | 174     |
| Български земеделски народен съюз (Драгиев)                            | 46      |
| Демократическа партия                                                  | 11      |
| Българска работническа социалдемократическа партия (широки социалисти) | 10      |
| Националлиберална партия (Кьорчев)                                     | 7       |
| Вътрешна македонска революционна организация                           | 7       |
| Български земеделски народен съюз (Томов)                              | 6       |
| Общо                                                                   | 261     |
| Източник: Nohlen & Stöver                                              |         |